# Ecnomus typhlodes
Ecnomus typhlodes är en nattsländeart som beskrevs av Wolfram Mey 1998. Ecnomus typhlodes ingår i släktet Ecnomus och familjen trattnattsländor. Inga underarter finns listade i Catalogue of Life.